# Leuciscus schmidti
Leuciscus schmidti és una espècie de peix cipriniforme de la família dels ciprínids.

## Morfologia
Els mascles poden assolir els 37,5 cm de longitud total.

## Distribució geogràfica
Es troba al llac Issykul (Kirguizstan).